# Gerhard Klocker
Gerhard Klocker (* 24. Mai 1968 in Villach) ist ein österreichischer Politiker des Team Kärnten (TK), zuvor Team Stronach Kärnten. Seit April 2018 ist er Abgeordneter zum Kärntner Landtag.

## Leben
Gerhard Klocker besuchte nach der Volksschule in Spittal an der Drau das dortige Bundesgymnasium und die Handelsakademie und absolvierte eine Lehre. Am Bundesgymnasium für Berufstätige Klagenfurt erwarb er ein Externisten-Abschlusszeugnis. Klocker ist als Leiter des Immobilienmanagements der Stadtgemeinde Spittal an der Drau tätig.

## Politik
Von Dezember 2013 bis April 2014 war er interimistischer Landesparteiobmann des Team Stronach Kärnten, als dessen Landesparteiobmann er anschließend bis Oktober 2016 fungierte. Danach war er bis Dezember 2016 Landesparteiobmann des Team Kärnten und fungierte bis April 2018 als dessen Team-Manager. Von März 2015 bis März 2018 gehörte er als Stadtrat der Stadtregierung in Spittal an der Drau an, wo er seit März 2018 Gemeinderat ist. Von März 2013 bis April 2018 war er außerdem Ersatzlandesrat für Gerhard Köfer. Am 12. April 2018 wurde er in der konstituierenden Landtagssitzung der 32. Gesetzgebungsperiode als Abgeordneter zum Kärntner Landtag angelobt.